# Batalla de Landriano
La batalla de Landriano , que va tenir lloc el 21 de juny de 1529, durant la Guerra de la Lliga de Cognac (una de les anomenades Guerres d'Itàlia), va significar el final de les ambicions de Francesc I de França per rivalitzar pel domini del nord d'Itàlia amb Carles I d'Espanya. Aquest ja havia estat elegit emperador (amb el nom de Carles V) però encara no havia estat coronat pel Papa, que ho va fer a Bolonya entre el 22 i el 24 de febrer de 1530, després d'aquesta victòria Climent VII va signar el tractat de Barcelona amb l'emperador (el 29 de juny de 1529), acabant per signar aquest amb França, al cap d'un mes, la Pau de Cambrai (el 5 d'agost de 1529).
És clau per entendre la derrota francesa la prèvia deserció del genovès Andreu Doria, que es va passar al bàndol imperial, i a través del seu nebot Filippino Doria va aconseguir la ruptura del setge de Nàpols (1528), imposat pels francesos, al que va contribuir també la pesta que va delmar als assetjants francesos, entre ells els generals Odet de Foix, Pere Navarro, Comte d'Oliveto i Carles de Navarra..
La batalla decisiva que va produir la total derrota francesa va tenir lloc a Landriano (localitat llombarda propera a Pavia, que el 1525 havia donat nom a la batalla de Pavia en què va ser capturat Francesc I en persona). El fet militar essencial va consitir que les tropes de refresc franceses al comandament de Francesc de Borbó, Duc de Saint Pol, van ser interceptades i neutralitzades per l'exèrcit imperial dirigit per Antonio de Leyva.
Les hostilitats van continuar, encara que sense intervenció francesa, amb la intervenció de les tropes imperials, liderades per Filibert de Châlon, Príncep d'Orange, contra Florència, derrotada en la següent batalla, anomenada batalla de Gavinana el 3 d'agost de 1530.